# Teratembia geniculata
Teratembia geniculata är en insektsart som beskrevs av Krauss 1911. Teratembia geniculata ingår i släktet Teratembia och familjen Teratembiidae. Inga underarter finns listade i Catalogue of Life.